# Adryan
Adryan Oliveira Tavares mais conhecido como Adryan (Rio de Janeiro, 10 de agosto de 1994), é um futebolista brasileiro que atua como meia. Atualmente está no Portuguesa-RJ.

## Carreira

### Flamengo
Destaque das categorias de base do Flamengo, Adryan era dado como grande promessa, considerado o "Novo Zico".
Adryan conquistou seu primeiro título pelo clube em 2010, sendo campeão carioca juvenil.
Estreou profissionalmente em janeiro de 2011, com apenas 16 anos de idade, em amistoso diante do Londrina. Foi relacionado para a disputa da tradicional Copa São Paulo de Futebol Júnior em 2011, onde foi campeão e um dos destaques.
Logo após as conquistas da Copa São Paulo de Futebol Júnior e do Campeonato Sul-Americano Sub-17, pela Seleção Brasileira, Adryan assinou um novo contrato com o Flamengo, válido até 2014, com a multa rescisória para transferências nacionais subindo de R$ 2,1 milhões para R$ 20 milhões. Para o mercado internacional, o valor passa de R$ 30 milhões.
O meia continuou sendo destaque na equipe de juniores do Flamengo em 2012 e disputou seu primeiro jogo oficial em partida válida pelo Campeonato Carioca de 2012, enfrentando o Bonsucesso; Adryan entrou no segundo tempo no lugar de Camacho e marcou um bonito gol da entrada da área.
Começou a ganhar espaço na equipe profissional após a conturbada saída de Ronaldinho do Flamengo, e com o clube carente de meias, o garoto se tornou uma da esperanças da torcida rubro-negra. Então o jovem foi chamado dos juniores e testado no treino pelo técnico Joel Santana ao lado de Bottinelli e acabou sendo confirmado como um dos relacionados contra o Atlético Goianiense. Animou os torcedores em sua estréia no Campeonato Brasileiro de 2012, após sair do banco e marcar um gol diante do Dragão. Foi eleito pelo jornal inglês Daily Mirror como uma das joias que deverão jogar no país, segundo o jornal, Adryan chama a atenção dos times ingleses desde que se destacou no Campeonato Mundial Sub-17 de 2011.
No dia 16 de setembro de 2012 contra o Grêmio ele marcou o primeiro gol de falta da carreira.
Em janeiro de 2013, Adryan foi comparado a Zico pelo jornal italiano “La Gazzetta dello Sport”, que revelou que o atleta estaria na mira do Milan. Renovou seu contrato em 1 de abril de 2013.

### Cagliari
Depois de muitas negociações, no dia 8 de janeiro o Flamengo concluiu o empréstimo de Adryan ao Cagliari, da Itália, o meia ficou no clube europeu até o fim de 2014. Adryan estreou pelo Cagliari na vitória contra a Fiorentina por 1 a 0, entrando aos 40 minutos do segundo tempo.
Adryan deixou o Cagliari onde fez apenas fez apenas cinco jogos e não marcou nenhum gol.

### Leeds United
No dia 30 de agosto de 2014, foi confirmado seu empréstimo para o Leeds United, da 2ª divisão inglesa. Adryan fez sua estreia no Leeds como substituto contra o Rotherham United em uma derrota por 2 a 1 em 17 de outubro.
Em janeiro de 2015, ele ganhou o prêmio Fallon D'Floor, uma paródia do prêmio Ballon d'Or que "homenageia" as melhores simulações no futebol. Ele foi coroado após simular uma lesão numa entrada de carrinho. A atuação de Adryan foi intitulada "Um peixe fora d'água" pelos criadores do prêmio. 

### Nantes
No dia 12 de junho de 2015 o presidente do Nantes anunciou o que já havia confirmado o empréstimo do jogador, porém o Flamengo não confirmou a negociação, já no dia 14 de junho o jornal Ouest-France confirmou a formalização das negociações, Adryan fez sua estreia pelo Nantes no dia 8 de agosto contra o Guingamp, numa partida válida pela Ligue 1, onde venceu a partida por 1x0.
Adryan viveu uma boa fase no clube. Tendo boas atuações e marcado gols, mas ainda assim manteve um forte laço com o Flamengo - clube que o revelou - o bom momento foi inclusive alvo de rumores sobre uma volta ao rubro-negro após o fim do empréstimo.
O Nantes já manifestou interesse em manter permanentemente o jogador no final do empréstimo. Agora, ele deve encontrar um acordo financeiro que se adapte a todas as partes para ele ficar. Se Flamengo recuperar o que ele significa, neste valor fixado pelo clube para quando terminar o empréstimo (€ 3,5 milhões), não há razão para que ele saia. A bola está no campo do Nantes.
O Flamengo fixou o valor de 3,5 milhões de euros para que o Nantes, caso tenha interesse, exerça a opção de compra do atleta no final do empréstimo, que acontece em junho deste ano. O meia, que foi campeão da Copa São Paulo de Futebol Junior, era tido como uma grande promessa na Gávea. Pelo clube francês, Adryan tem 7 gols e 2 assistências em 29 partidas.

### Retorno ao Flamengo
Adryan retornou após 3 anos de seu giro pela Europa no dia 27 de julho de 2016, na partida contra o América Mineiro, entrando aos 41 do segundo tempo no lugar de Alan Patrick, válido pela décima sexta rodada do Campeonato Brasileiro, vencendo por 2x1.

### Sion
Em julho de 2017, Adryan deixou o Flamengo em definitivo, sendo negociado com o Sion, da Suíça. Faltando apenas seis meses de contrato com o Rubro-Negro, a negociação não teve compensação financeira ao clube, que ficou com percentual de venda futura. Adryan assinou por três anos com o time suíço. Marcou em sua estreia em um amistoso contra o Rennes, da França, seguiu jogando bem em sequência nos próximos jogos, porém uma lesão no músculo adutor o deixou parado por 100 dias, voltando a treinar apenas no início de dezembro de 2017, podendo marcar mais 2 gols, um de pênalti contra o St. Gallen e outro de cabeça em outro jogo contra o mesmo clube. Já no começo de 2018, dia no dia 18 de janeiro, marcou contra o Catania em um amistoso de começo de temporada. No primeiro jogo oficial da temporada 2018/19 em uma derrota contra o Grasshopper, marcou de cabeça aos 44'. Em 18 de fevereiro, marcou outro gol contra Laussane Sport.
Na última temporada, Adryan fez 20 jogos pelo Sion e marcou 7 gols. Ele jogou 9 vezes nas 11 primeiras e permaneceu em campo durante 1072 minutos.

### Kayserispor
Em 25 de agosto de 2019, o Kayserispor, da Turquia anunciou a contratação de Adryan por empréstimo de um ano.

### Avaí
Em 7 de fevereiro de 2020, Adryan assinou contrato de empréstimo até o final da temporada com o Avaí.

### Brescia
Em 2 de fevereiro de 2023, o Brescia anunciou a contratação de Adryan.
Em 25 de maio, ele estreou-se pelo Brescia em uma derrota por 2 a 0 em casa para o Bari, enquanto em 1 de maio ele marcou seu primeiro gol em uma vitória por 2 a 1 em casa sobre o Cosenza.

### ABC
Em 13 de março de 2024, o ABC anunciou a contratação de Adryan para a sequência da temporada 2024.
Adryan deixou o ABC após cinco jogos e menos de 150 minutos. Ele não fazia mais parte dos planos do ABC para a sequência da temporada. Ele participou apenas das duas primeiras rodadas da Série C e estava treinando separado do grupo principal após a chegada do técnico Roberto Fonseca.

### Portuguesa
Adryan transferiu-se em 20 de maio de 2024, ele foi anunciado como reforço da Portuguesa-RJ para disputa do Campeonato Brasileiro da 4ª Divisão.

## Seleção Brasileira

### Sub-15 e Sub-16
Na sua ainda curta carreira, Adryan coleciona passagens pelas mais diversas categorias da Seleção Brasileira de base: Sub-15, Sub-16 e outras.

### Sub-17
Pela Seleção Brasileira Sub-17 foi campeão do Campeonato Sul-Americano Sub-17 de 2011, e foi um dos destaques do Campeonato Mundial Sub-17 de 2011, em que a equipe ficou apenas em quarto lugar. Ele foi o artilheiro do Brasil na competição com 5 gols.

### Sub-20
Em 2012, pela Seleção Brasileira Sub-20 foi mais uma vez o destaque, desta vez na Copa Internacional do Mediterrâneo, onde o time acabou sendo eliminado na semi-final, mas Adryan foi eleito o craque do torneio.

## Vida pessoal
Adryan é casado com a atriz e jornalista Isabella Marano com quem tem uma filha Donatella nascida em 07/07/2022. Ele possui uma filha de um casamento anterior, Laura, de 11 anos .

## Estatísticas
Até 27 de julho de 2017.

### Clubes
| Clube             | Temporada         | Campeonato nacional | Campeonato nacional | Campeonato nacional | Copa nacional[a] | Copa nacional[a] | Copa nacional[a] | Competições continentais[b] | Competições continentais[b] | Competições continentais[b] | Outros torneios[c] | Outros torneios[c] | Outros torneios[c] | Total | Total | Total   |
| Clube             | Temporada         | Jogos               | Gols                | Assist.             | Jogos            | Gos              | Assist.          | Jogos                       | Gols                        | Assist.                     | Jogos              | Gols               | Assist.            | Jogos | Gols  | Assist. |
| ----------------- | ----------------- | ------------------- | ------------------- | ------------------- | ---------------- | ---------------- | ---------------- | --------------------------- | --------------------------- | --------------------------- | ------------------ | ------------------ | ------------------ | ----- | ----- | ------- |
| Flamengo          | 2011              | 0                   | 0                   | 0                   | —                | —                | —                | —                           | —                           | —                           | 1                  | 0                  | 0                  | 1     | 0     | 0       |
| Flamengo          | 2012              | 23                  | 2                   | 3                   | —                | —                | —                | —                           | —                           | —                           | 2                  | 1                  | 0                  | 25    | 3     | 3       |
| Flamengo          | 2013              | 14                  | 0                   | 0                   | 4                | 0                | 0                | —                           | —                           | —                           | 4                  | 0                  | 0                  | 22    | 0     | 0       |
| Flamengo          | Total             | 37                  | 2                   | 3                   | 4                | 0                | 0                | 0                           | 0                           | 0                           | 7                  | 1                  | 0                  | 48    | 3     | 3       |
| Cagliari          | 2013–14           | 5                   | 0                   | 0                   |                  |                  |                  | —                           | —                           | —                           | —                  | —                  | —                  | 5     | 0     | 0       |
| Cagliari          | Total             | 5                   | 0                   | 0                   | 0                | 0                | 0                | 0                           | 0                           | 0                           | 0                  | 0                  | 0                  | 5     | 0     | 0       |
| Leeds United      | 2014–15           | 12                  | 0                   | 2                   | 1                | 0                | 0                | —                           | —                           | —                           | —                  | —                  | —                  | 13    | 0     | 2       |
| Leeds United      | Total             | 12                  | 0                   | 2                   | 1                | 0                | 0                | 0                           | 0                           | 0                           | 0                  | 0                  | 0                  | 13    | 0     | 2       |
| Nantes            | 2015–16           | 26                  | 3                   | 2                   | 4                | 4                | 0                | —                           | —                           | —                           | —                  | —                  | —                  | 30    | 7     | 2       |
| Nantes            | Total             | 26                  | 3                   | 2                   | 4                | 4                | 0                | 0                           | 0                           | 0                           | 0                  | 0                  | 0                  | 30    | 7     | 2       |
| Flamengo          | 2016              | 3                   | 0                   | 0                   | —                | —                | —                | 1                           | 0                           | 0                           | —                  | —                  | —                  | 4     | 0     | 0       |
| Flamengo          | 2017              | —                   | —                   | —                   | —                | —                | —                | —                           | —                           | —                           | 5                  | 0                  | 1                  | 5     | 0     | 1       |
| Flamengo          | Total             | 3                   | 0                   | 0                   | 0                | 0                | 0                | 1                           | 0                           | 0                           | 5                  | 0                  | 1                  | 9     | 0     | 1       |
| Sion              | 2017–18           | 8                   | 2                   | 0                   | 0                | 0                | 0                | 1                           | 0                           | 0                           | —                  | —                  | —                  | 1     | 0     | 0       |
| Sion              | Total             | 8                   | 2                   | 0                   | 0                | 0                | 0                | 1                           | 0                           | 0                           | 0                  | 0                  | 0                  | 1     | 0     | 0       |
| Total na carreira | Total na carreira | 91                  | 14                  | 18                  | 9                | 4                | 0                | 2                           | 0                           | 0                           | 12                 | 1                  | 1                  | 106   | 10    | 8       |

- a. ^ Jogos da Copa do Brasil, Copa da Inglaterra, Copa da Liga Francesa e Copa da França
- b. ^ Jogos da Copa Sul-Americana
- c. ^ Jogos do Amistoso, Campeonato Carioca e Primeira Liga do Brasil

### Seleção Brasileira
Abaixo estão listados todos e jogos e gols do futebolista pela Seleção Brasileira, desde as categorias de base. Abaixo da tabela, clique em expandir para ver a lista detalhada dos jogos de acordo com a categoria selecionada.
Sub-15
| Ano   |       |      |         |       |
| Ano   | Jogos | Gols | Assist. | Média |
| ----- | ----- | ---- | ------- | ----- |
| 2009  | 0     | 0    | 0       | 0     |
| Total | 0     | 0    | 0       | 0     |

Sub-16
| Ano   |       |      |         |       |
| Ano   | Jogos | Gols | Assist. | Média |
| ----- | ----- | ---- | ------- | ----- |
| 2010  | 0     | 0    | 0       | 0     |
| Total | 0     | 0    | 0       | 0     |

Sub-17
| Ano   |       |      |         |       |
| Ano   | Jogos | Gols | Assist. | Média |
| ----- | ----- | ---- | ------- | ----- |
| 2011  | 14    | 8    | 3       | 0,57  |
| Total | 14    | 8    | 3       | 0,57  |

|     | Data                | Local                                      | Resultado | Adversário      | Gols | Assist. | Competição                              |
| --- | ------------------- | ------------------------------------------ | --------- | --------------- | ---- | ------- | --------------------------------------- |
| 1.  | 13 de março de 2011 | Estádio Olímpico, Ibarra, Ecuador          | 4–3       | Venezuela       | 1    | 0       | Campeonato Sul-Americano Sub-17 de 2011 |
| 2.  | 16 de março de 2011 | Estádio Olímpico, Ibarra, Ecuador          | 2–1       | Chile           | 1    | 0       | Campeonato Sul-Americano Sub-17 de 2011 |
| 3.  | 19 de março de 2011 | Estádio Olímpico, Ibarra, Ecuador          | 1–2       | Paraguai        | 0    | 0       | Campeonato Sul-Americano Sub-17 de 2011 |
| 4.  | 28 de março de 2011 | Estádio La Cocha, Latacunga, Ecuador       | 0–0       | Uruguai         | 0    | 0       | Campeonato Sul-Americano Sub-17 de 2011 |
| 5.  | 31 de março de 2011 | Estádio Olímpico Atahualpa, Quito, Ecuador | 1–0       | Colômbia        | 0    | 0       | Campeonato Sul-Americano Sub-17 de 2011 |
| 6.  | 3 de abril de 2011  | Estádio La Cocha, Latacunga, Ecuador       | 3–1       | Equador         | 1    | 0       | Campeonato Sul-Americano Sub-17 de 2011 |
| 7.  | 6 de abril de 2011  | Estádio Olímpico Atahualpa, Quito, Ecuador | 3–1       | Paraguai        | 0    | 0       | Campeonato Sul-Americano Sub-17 de 2011 |
| 8.  | 9 de abril de 2011  | Estádio La Casa Blanca, Quito, Ecuador     | 3–2       | Argentina       | 0    | 0       | Campeonato Sul-Americano Sub-17 de 2011 |
| 9.  | 20 de junho de 2011 | Estádio Omnilife, Guadalajara, México      | 3–0       | Dinamarca       | 0    | 0       | Campeonato Mundial Sub-17 de 2011       |
| 10. | 23 de junho de 2011 | Estádio Omnilife, Guadalajara, México      | 1–0       | Austrália       | 1    | 0       | Campeonato Mundial Sub-17 de 2011       |
| 11. | 26 de junho de 2011 | Estádio Omnilife, Guadalajara, México      | 3–3       | Costa do Marfim | 1    | 1       | Campeonato Mundial Sub-17 de 2011       |
| 12. | 29 de junho de 2011 | Estádio Omnilife, Guadalajara, México      | 2–0       | Equador         | 0    | 1       | Campeonato Mundial Sub-17 de 2011       |
| 13. | 3 de julho de 2011  | Estádio Corregidora, Querétaro, México     | 3–2       | Japão           | 1    | 1       | Campeonato Mundial Sub-17 de 2011       |
| 14. | 10 de julho de 2011 | Estádio Azteca, Cidade do México, México   | 3–4       | Alemanha        | 2    | 0       | Campeonato Mundial Sub-17 de 2011       |

Sub-20
| Ano   |       |      |         |       |
| Ano   | Jogos | Gols | Assist. | Média |
| ----- | ----- | ---- | ------- | ----- |
| 2013  | 3     | 0    | 0       | 0     |
| Total | 3     | 0    | 0       | 0     |

|    | Data                  | Local                                         | Resultado | Adversário | Gols | Assist. | Competição                              |
| -- | --------------------- | --------------------------------------------- | --------- | ---------- | ---- | ------- | --------------------------------------- |
| 1. | 10 de janeiro de 2013 | Estádio del Bicentenario, San Juan, Argentina | 1–1       | Equador    | 0    | 0       | Campeonato Sul-Americano Sub-20 de 2013 |
| 2. | 12 de janeiro de 2013 | Estádio del Bicentenario, San Juan, Argentina | 2–3       | Uruguai    | 0    | 0       | Campeonato Sul-Americano Sub-20 de 2013 |
| 3. | 18 de janeiro de 2013 | Estádio del Bicentenario, San Juan, Argentina | 0–2       | Peru       | 0    | 0       | Campeonato Sul-Americano Sub-20 de 2013 |

Seleção Brasileira (total)
| Ano   |       |      |         |       |
| Ano   | Jogos | Gols | Assist. | Média |
| ----- | ----- | ---- | ------- | ----- |
| 2011  | 14    | 8    | 3       | 0,57  |
| 2013  | 3     | 0    | 0       | 0     |
| Total | 17    | 8    | 3       | 0,47  |

## Títulos
Flamengo
- Copa do Brasil: 2013
- Campeonato Carioca: 2017

Seleção Brasileira
- Campeonato Sul-Americano Sub-17: 2011

### Prêmios Individuais
- Prêmio Fallon D'Floor - Pior Simulação do Ano: 2014[34]

Prêmios Individuais - Sátira Esportiva
- Pior Meia da Década Troféu Lucas Mugni: 2011-2020